# Noegus difficilis
Noegus difficilis là một loài nhện trong họ Salticidae.
Loài này thuộc chi Noegus. Noegus difficilis được Ilka Maria Fernandes Soares & Hélio Ferraz de Almeida Camargo miêu tả năm 1948.